# Petinomys hageni
Petinomys hageni es una especie de roedor de la familia Sciuridae.

## Distribución geográfica
Es  endémica de Sumatra y Borneo (Indonesia).